# 행운의 일요특급
《행운의 일요특급》은 대한민국의 KBS에 방송됐던 노래와 코미디, 토크쇼를 결합한 오락 프로그램이었다. 그리고 주택복권(現 연금복권520)에 추첨한다.

## 방송 시간
| 방송 채널 | 방송 기간                          | 방송 시간                      |
| KBS 2TV   |                                    |                                |
| --------- | ---------------------------------- | ------------------------------ |
| KBS 2TV   | 1995년 9월 10일 ~ 1996년 3월 3일   | 매주 일요일 낮 1:50 ~ 3:00     |
| KBS 2TV   | 1996년 3월 10일 ~ 1996년 5월 5일   | 매주 일요일 낮 1:10 ~ 2:20     |
| KBS 2TV   | 1996년 5월 12일 ~ 1996년 5월 26일  | 매주 일요일 오후 1:00 ~ 2:00   |
| KBS 2TV   | 1996년 6월 2일 ~ 1996년 6월 30일   | 매주 일요일 오전 11:50 ~ 12:50 |
| KBS 2TV   | 1996년 7월 7일 ~ 1996년 10월 13일  | 매주 일요일 오전 11:50 ~ 1:00  |
| KBS 2TV   | 1996년 10월 20일 ~ 1997년 5월 18일 | 매주 일요일 낮 1:00 ~ 2:00     |

## 역대 진행자
- 최승돈, 성현아 (1995년 9월 10일 ~ 1996년 3월 3일)
- 최승돈, 최은경 (1996년 3월 10일 ~ 1997년 3월 2일)
- 배동성, 조민희 (1997년 3월 9일 ~ 1997년 5월 18일)

## 같이 보기
- 홈런! 일요일 - 전작
- 쇼 행운을 잡아라 - 후속작